# ヴァンドーム伯とヴァンドーム公の一覧

ヴァンドーム伯の紋章

ヴァンドーム伯（仏: comte de Vendôme）およびヴァンドーム公（仏: duc de Vendôme）は、フランス貴族の称号である。
記録に残る最初の伯爵はブシャール・レートピラト（Bouchard Ratepilate）だった。伯爵位は婚姻によってさまざまな家に渡り、1372年にブルボン家の分家となった。1514年、ヴァンドームは公爵位となった。
1589年、当時のヴァンドーム公がアンリ4世としてフランス王位に就き、それは王の財産となった。それは1598年に彼の庶子セザール・ド・ブルボンに与えられ、1727年に断絶するまで、彼の子孫に受け継がれた。
この称号は、さらに後にはオルレアニストによって、フランス王位の儀礼称号として用いられるようになった。

## ヴァンドーム伯

### ブシャール家
- ブシャール・ラテピレート（930年頃 - 956年 ... 967年）
- ブシャール1世（956 ... 967年 - 1005年）、婚姻によってパリ伯とコルベイユ伯も兼ねた
- ルノー（1005年 - 1017年）、パリ司教（991年 - 1017年）

### ヌヴェール家
- ボドン・ド・ヌヴェール（1017年 - 1023年）、アンジュー伯フルク3世の娘であるアデール・ド・ヴァンドーム＝アンジューとの婚姻により伯位を相続。妻アデールはブシャール1世の娘エリザベート・ド・ヴァンドームの子
- ブシャール2世（1023年 - 1028年）
  - アンジュー伯フルク3世の摂政下（1023年 - 1027年）
- アデール・ド・ヴァンドーム＝アンジューとフルク・ド・ヴァンドームで共治（1028年 - 1032年）

### アンジュー家
- ジョフロワ1世（アンジュー伯ジョフロワ2世）（1032年 - 1056年）、アンジュー伯（異母姉アデールから共有分の割譲を受け、さらに甥フルクを追放し、伯位の単独支配者となった）

### ヌヴェール家
- フルク・ド・ヴァンドーム（1056年 - 1066年）、フランス王アンリ1世によって復位
- ブシャール3世（1066年 - 1085年）
  - ギー・ド・ヌットル（フランス語版）の摂政下（1066年 - 1075年）

### プルイリー家
- ジョフロワ2世（フランス語版）（1085年 - 1102年）、プルイユ（英語版）卿。ヴァンドーム伯フルクの娘ウフロジーヌ（Euphrosine）との婚姻による。
- ジョフロワ3世（1102年 - 1137年）
  - ウフロジーヌの摂政下（1102年 - 1105年）
- ジャン1世 （1137年 - 1180年）
- ブシャール4世 （1180年 - 1202年）
- ジャン2世（1202年 - 1211年）
  - ジャン1世の息子ジョフロワ4世の摂政下（1202年 - 1211年）
- ジャン3世（1211年 - 1217年）

### モントワール家
- ジャン4世（1217年 - 1230年）、モントワール（英語版）領主。ブシャール4世の孫
- ピエール1世（1230年 - 1249年）
- ブシャール5世（1249年 - 1270年）
- ジャン5世（1271年 - 1315年）
- ブシャール6世（1315年 - 1354年）
- ジャン6世（英語版）（1354年 - 1364年）
- ブシャール7世（フランス語版）（1364年 - 1371年）
- ジャンヌ（1371年 - 1372年）
  - 祖母であるジャンヌ・ド・ポンチュー（フランス語版）の摂政下（1371年 - 1372年）
- カトリーヌ（1372年 - 1403年）
  - ラ・マルシュ伯ジャン1世と共治（1372年 - 1393年）
  - ヴァンドーム伯ルイ1世と共治（1393年 - 1403年）

### ブルボン家
- ルイ1世（1403年 - 1446年）
- ジャン2世（1446年 - 1477年）
- フランソワ1世（1477年 - 1495年）
  - 義兄ルイ・ド・ジョワイユーズ（フランス語版）の摂政下（1477年 - 1484年）
- シャルル4世（1495年 - 1514年）、1514年にヴァンドーム公となる

### イングランドのヴァンドーム伯
- ロバート・ウィロビー（英語版）（1424年 - 1430年）、フランス国王としてのヘンリー6世の摂政（フランス摂政）ベッドフォード公ジョンによってヴァンドーム伯とされた

## ヴァンドーム公

最初のブルボン-ヴァンドーム家の紋章

### ブルボン家
- シャルル4世（1514 – 1537）、元はヴァンドーム伯
- アントワーヌ1世（1537 – 1562）、1555年からナバラ王
- アンリ1世（1562 – 1607）、1589年からはフランス国王アンリ4世。1607年の勅令の後、ヴァンドームは王領の一部に

### ブルボン＝ヴァンドーム家

2番目のブルボン＝ヴァンドーム家紋章

- セザール（1598 – 1665）、ガブリエル・デストレとフランス王アンリ4世の非嫡出子、1594年生まれ、1596年にブルボン-ヴァンドーム家を創設）
- ルイ2世（1612 – 1669）その息子
- ルイ・ジョセフ1世（1669 – 1712）その息子
- フィリップ（1712 – 1727）、その弟。フランスにおけるマルタ騎士団のグラン・プリウール（英語版）

1712年にルイ・ジョセフ1世が亡くなると、ヴァンドームの公爵領はルイ14世によって王領に併合された。相続人であるフィリップが（騎士個人の私有財産を否定する）マルタ騎士団員だったためである。ただし、ヴァンドーム公の称号はフィリップが生涯保持した。

### 儀礼称号
この称号は、オルレアニストたちによって、フランス王位の儀礼称号の一つとして用いられている。
- エマニュエル1世（1872 - 1931）
- ジャン9世（1965年生） 2019年に父親であるアンリが亡くなったことで、パリ伯となる。